# Plantin (police de caractères)
Pour les articles homonymes, voir Plantin.

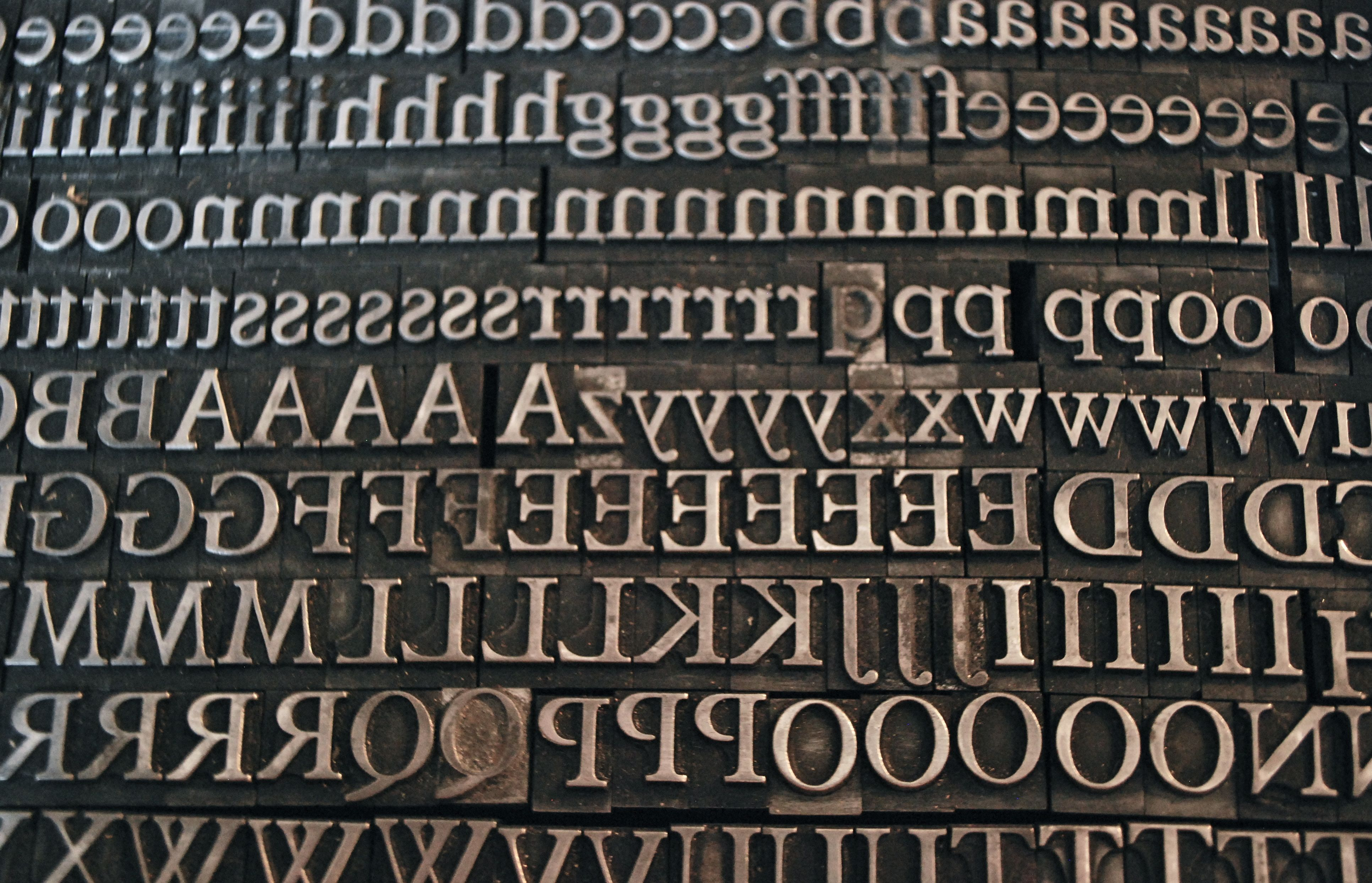
Caractères de Plantin.

La police de caractères Plantin appartient à la famille typographique des garaldes, et son nom rend hommage à l'imprimeur Christophe Plantin. Elle fut gravée en 1913 sous la direction de Frank Hinman Pierpont, pour le compte de Monotype Corporation. Elle s'inspire de caractères mobiles de corps cicéro gravés au XVIe siècle par Robert Granjon. Le Plantin est l'une des sources d'inspiration de la police Times New Roman conçue dans les années 1930.

## Conception
Le Plantin a été créé comme une fonte plus grasse que celles en usage jusqu'alors, car les progrès dans la fabrication du papier (notamment l'apprêt du papier couché) permirent à partir de 1913 de réduire notablement l'absorption d'encre, évitant ainsi les bavures. C'est lors d'une visite au Musée Plantin-Moretus d’Anvers, que Pierpont eut l'idée de reprendre les lignes du Granjon. Cette police Granjon était mentionnée comme la plus utilisée par l’imprimerie Plantin-Moretus à partir du début du XVIIe siècle, c'est-à-dire longtemps après la mort de Plantin : ses presses avaient été rachetées par la famille Moretus, mais Plantin lui-même n'avait utilisé que quelques-uns de ces caractères, uniquement pour compléter sa collection de caractères Garamond,. Le dessin du « Plantin » préserve l’importante hauteur d'x des caractères Granjon, tout en en raccourcissant les hampes et en agrandissant les contreformes des lettres a minuscule et e minuscule. Pendant l’Entre-deux-guerres, cette police de caractères a été adoptée et diffusée par les éditions Pelican Press de Francis Meynell, et employée occasionnellement par Cambridge University Press. Pierre Faucheux mentionne son utilisation par les éditions du Seuil pour leurs romans. Aujourd'hui[Quand ?], le magazine britannique Monocle est imprimé entièrement en Plantin et Helvetica. Plantin est également utilisée dans la composition des livres des éditions Allia. Une fonte dérivée comporte des versions à un seul niveau des lettres a et g.